# Макс (филм)
„Макс“ (на английски: Max) е американска семейна приключенска военна драма от 2015 г. на режисьора Боаз Якин, която е съсценаристка с Шелдън Летич. Във филма участват Джош Уигинс, Томас Хейдън Чърч, Роби Амел, Лорън Греъм, Люк Клейнтанк и Джей Ернандез. Филмът излиза по кината на 26 юни 2015 г. в разпространение от „Уорнър Брос Пикчърс“.